# ジョージ・ゴードン (1764-1791)
ハッドー卿ジョージ・ゴードン（英語: George Gordon, Lord Haddo、1764年1月28日 – 1791年10月2日）は、スコットランド出身のフリーメイソン。第3代アバディーン伯爵ジョージ・ゴードンの長男であり、ハッドー卿の儀礼称号を使用した。

## 生涯
第3代アバディーン伯爵ジョージ・ゴードンとキャサリン・エリザベス・ハンソン（Catherine Elizabeth Hanson、1817年3月15日没、オスワルド・ハンソンの娘）の長男として、1764年1月28日に生まれた。
1782年6月18日、シャーロット・ベアード（Charlotte Baird、1795年10月8日没、ウィリアム・ベアードの娘）と結婚、6男1女をもうけた。
- ジョージ（1784年1月28日 – 1869年12月14日） - 第4代アバディーン伯爵
- ウィリアム（英語版）（1784年12月18日 – 1858年2月3日） - 海軍軍人、庶民院議員
- アレクサンダー（英語版）（1786年 – 1815年） - ワーテルローの戦いで戦死
- アリス（1787年 – 1847年4月24日）
- チャールズ（1790年7月5日 – 1835年9月30日） - 陸軍軍人
- ロバート（英語版）（1791年 – 1847年10月8日） - 外交官[3]
- ジョン（英語版）（1792年 – 1869年11月11日） - 海軍軍人[4]

フリーメイソンの一員として、1784年から1786年までスコットランド・グランドロッジのグランドマスターを務めた。
1791年10月2日に落馬事故で死去、メスリックで埋葬された。父より先に死去したためアバディーン伯爵位を継承することはなく、死後の1801年に息子ジョージが爵位を継承した。